# 加恩站
加恩站（：／ Gaeun yeok */?）曾为韩国铁路加恩线上的一个车站，位于庆尚北道闻庆市加恩邑，目前已废止。

## 历史
- 1955年9月15日，落成使用，车站名称为恩城站。
- 1959年2月1日，改为现在名称。
- 2004年4月1日，停止使用。